# C/1908 R1 (Morehouse)
La comète Morehouse (désignation moderne : C/1908 R1) était une comète non périodique brillante découverte par l'astronome américain Daniel Walter Morehouse le 1er septembre 1908. Elle était inhabituelle par les variations rapides visibles dans la structure de sa queue. Parfois la queue semblait se séparer jusqu'à former six queues distinctes ; à d'autres moments, la queue paraissait complètement détachée de la tête de la comète. La queue était d'autant plus inhabituelle qu'elle s'était formée alors que la comète était encore à 2 ua du Soleil (des distances de l'ordre de 1,5 ua sont plus courantes), et qu'elle avait une concentration élevée de l'ion CO+ dans son spectre.
Comme il est typique pour les comètes fraîchement issues du nuage d'Oort, son orbite est plus ou moins parabolique ; si son orbite est en fait fermée, elle ne reviendra sans doute pas avant des millions d'années.